# Pilar Primo de Rivera y Sáenz de Heredia
|  | Per a altres significats, vegeu «Primo de Rivera (desambiguació)». |

Pilar Primo de Rivera y Sáenz de Heredia (Madrid, 1907 - 1991) va ser la líder de la Sección Femenina de la Falange Espanyola i posteriorment la presidenta de la Asociación de Veteranas de la Sección Femenina, reanomenada en 1977, dos anys després de la mort de Francisco Franco, Nueva Andadura, càrrec que va mantenir fins a la mort.
Durant la Guerra Civil Espanyola, va reunir-se amb Hitler, Mussolini i Salazar. Va intentar, sense èxit, evitar represàlies contra algunes vídues dels bàndols perdedors a la guerra. El 1975 va donar suport a la pujada al tron de Joan Carles I d'Espanya. En 1976 era Procuradora a les Corts i, malgrat tenir dret a vot, es va abstenir a la votació sobre la Llei de Reforma Política de 1976. Des d'aquest any i al llarg de tota la transició espanyola cap a la democràcia es va manifestar en contra del desmantellament de l'Estat Espanyol tal com ella l'entenia.
Durant la dictadura espanyola, va obtenir el títol de Comtessa del Castillo de la Mota en 1960, la Gran Cruz de Isabel La Católica, la Cruz de la Orden de Alfonso X el Sabio, el Gran Collar de la Orden de Cisneros i la Medalla del Mèrit al Treball.
Pilar Primo de Rivera era filla del dictador espanyol Miguel Primo de Rivera i germana del fundador de la Falange Espanyola, José Antonio Primo de Rivera.

## La dona ideal: la secció femenina
El 12 de juliol de 1934 s'organitzà de forma oficiosa la 'Sección Femenina de Falange, composta inicialment por set membres. Pilar va organitzar la nova secció del partit amb l'objectiu de fomentar el sentiment falangista en les dones. El juliol de 1936 l'organització tenia 2.500 militants i s'estenia a tot el país.
L'ideari de la Sección Femenina va ser a càrrec de José Antonio Primo de Rivera:
- “el verdadero feminismo no debiera consistir en querer para las mujeres las funciones que hoy se estiman superiores, sino en rodear cada vez de mayor dignidad humana y social a las funciones femeninas ” (Pilar Primo de Rivera, Discursos, circulares, escritos, Sección Femenina de FET y de las JONS, Madrid)
- “el fin esencial de la mujer, en su función humana, se servir de perfecto complemento al hombre, formando con él, individual o colectivamente, una perfecta unidad social”.[4]

La Sección Femenina difonia una doctrina basada en els punts següents:
- El nacionalsindicalisme.
- Els valors tradicionals.
- Papers de mare i d'esposa submisa.
- Idea d'inferioritat moral i ideològica de la dona.
- Subordinació total a la figura de l'home.
- Allunyaven la dona de la vida política del país.
- La dona era el pilar fonamental de la família.
- La dona era tractada com a menor d'edat.